# Liste der Baudenkmäler in Rudelzhausen

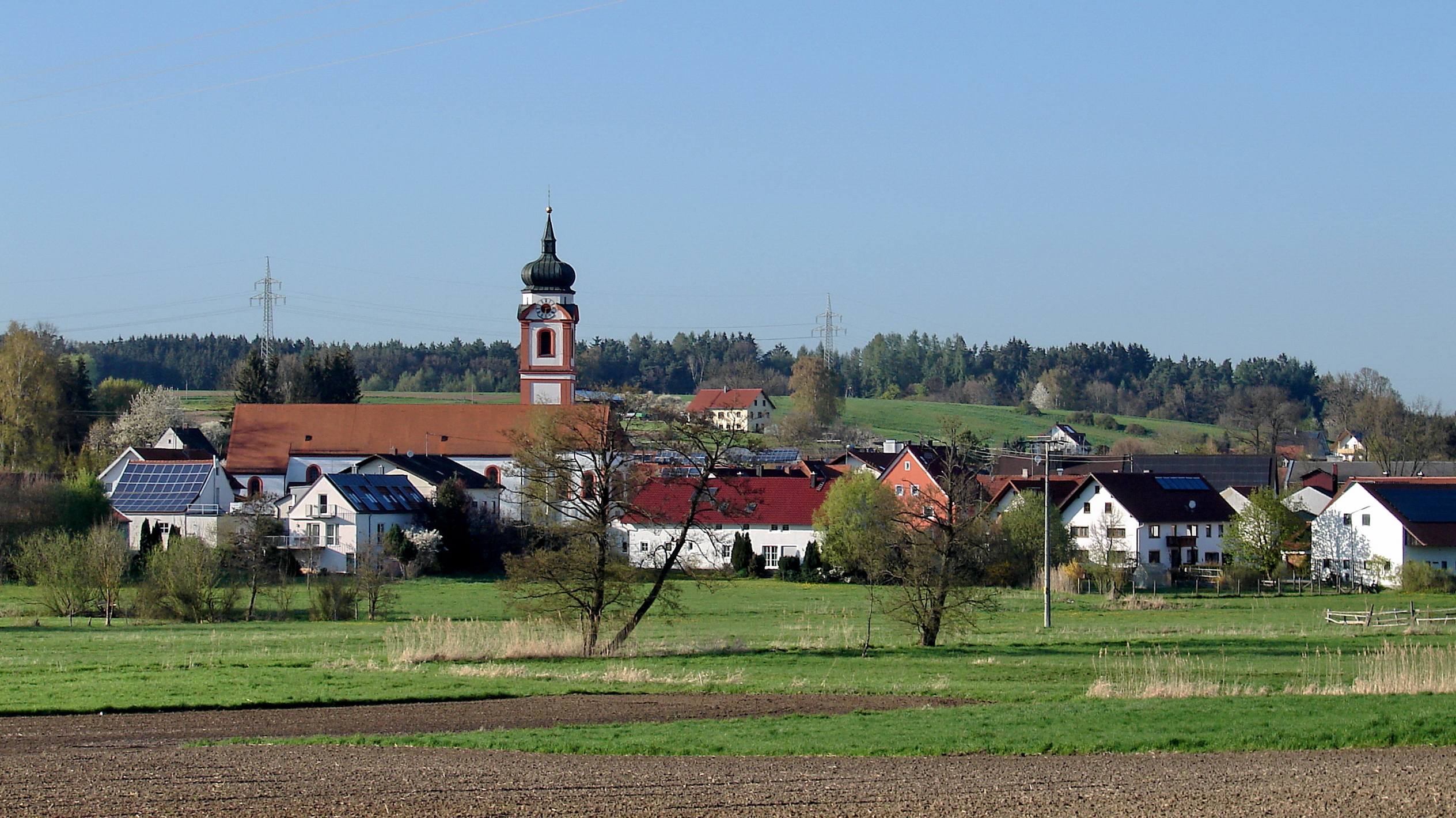
Blick auf Kirchdorf

Auf dieser Seite sind die Baudenkmäler in der oberbayerischen Gemeinde Rudelzhausen zusammengestellt. Diese Tabelle ist eine Teilliste der Liste der Baudenkmäler in Bayern. Grundlage ist die Bayerische Denkmalliste, die auf Basis des Bayerischen Denkmalschutzgesetzes vom 1. Oktober 1973 erstmals erstellt wurde und seither durch das Bayerische Landesamt für Denkmalpflege geführt wird. Die folgenden Angaben ersetzen nicht die rechtsverbindliche Auskunft der Denkmalschutzbehörde.

## Baudenkmäler nach Ortsteilen

### Rudelzhausen
| Lage                          | Objekt                       | Beschreibung                                                                                | Akten-Nr.    | Bild                         |
| ----------------------------- | ---------------------------- | ------------------------------------------------------------------------------------------- | ------------ | ---------------------------- |
| Kirchdorfer Straße (Standort) | Kriegerdenkmal für 1870/71   | Obelisk auf Postament                                                                       | D-1-78-122-5 | Kriegerdenkmal für 1870/71   |
| Eichenfeld (Standort)         | Kriegergedächtniskapelle     | Kleiner Putzbau mit Vorhalle in barockisierendem Stil, bezeichnet mit 1922; mit Ausstattung | D-1-78-122-3 | Kriegergedächtniskapelle     |
| Mühlbach (Standort)           | Figur des hl. Johann Nepomuk | In modernem Bildstock, 18./19. Jahrhundert                                                  | D-1-78-122-4 | Figur des hl. Johann Nepomuk |

### Enzelhausen
| Lage                     | Objekt                              | Beschreibung | Akten-Nr.    | Bild           |
| ------------------------ | ----------------------------------- | --- | ------------ | -------------- |
| Enzelhausen 2 (Standort) | Katholische Filialkirche St Stephan | Spätromanische Chorturmkirche mit leicht eingezogener Apsis und Zwiebelhaube, 12./13. Jahrhundert, barock verändert; mit Ausstattung | D-1-78-122-6 | weitere Bilder |

### Grafendorf
| Lage                          | Objekt                            | Beschreibung | Akten-Nr.    | Bild                              |
| ----------------------------- | --------------------------------- | --- | ------------ | --------------------------------- |
| St.-Peter-Straße 5 (Standort) | Katholische Filialkirche St Peter | Kleiner barocker Saalbau mit polygonalem Chor, angefügter Sakristei und Chortürmchen mit Zwiebelhaube, 1708; mit Ausstattung | D-1-78-122-8 | Katholische Filialkirche St Peter |

### Hebrontshausen
| Lage                   | Objekt                                        | Beschreibung | Akten-Nr.     | Bild           |
| ---------------------- | --------------------------------------------- | --- | ------------- | -------------- |
| Kirchberg 2 (Standort) | Katholische Pfarrkirche St Jakobus der Ältere | Im Kern spätromanische Chorturmkirche mit eingezogener Apsis und angefügter Sakristei, 1856 erweitert; mit Ausstattung | D-1-78-122-10 | weitere Bilder |

### Kirchdorf
| Lage                    | Objekt                                    | Beschreibung | Akten-Nr.     | Bild           |
| ----------------------- | ----------------------------------------- | --- | ------------- | -------------- |
| Kirchplatz 5 (Standort) | Katholische Pfarrkirche Mariä Himmelfahrt | Im Kern gotischer langgestreckter Saalbau mit eingezogenem Polygonalchor und angefügter Sakristei, barockisiert, um 1904/05 um neubarocken Turm erweitert; mit Ausstattung, Deckenfresken im Chor:Apostelkommunion, Evangelisten. Langhaus: Verkündigung, Tod Josefs, Cäcilia / Embleme gemalt 1904 von dem Kirchenmaler Josef Wittmann, Hochaltar-Wechselbild Ölberg sowie der Kreuzweg sind aus 1906 von Josef Wittmann, Zuschreibung | D-1-78-122-11 | weitere Bilder |

### Notzenhausen
| Lage                       | Objekt                                            | Beschreibung | Akten-Nr.     | Bild                                              |
| -------------------------- | ------------------------------------------------- | --- | ------------- | ------------------------------------------------- |
| Notzenhausen 13 (Standort) | Katholische Filialkirche St Philippus und Jakobus | Unverputzter und getünchter Backsteinbau mit Chorturm auf leicht eingezogenem gerade schließendem Chor, im Kern mittelalterlich, im 17./18. Jahrhundert barock umgestaltet; mit Ausstattung | D-1-78-122-12 | Katholische Filialkirche St Philippus und Jakobus |

### Oberhinzing
| Lage                     | Objekt                                  | Beschreibung | Akten-Nr.     | Bild           |
| ------------------------ | --------------------------------------- | --- | ------------- | -------------- |
| Oberhinzing 1 (Standort) | Katholische Kapelle St. Maria Magdalena | Langgestreckter barocker Saalbau mit leicht eingezogenem Polygonalchor, Westtürmchen und angefügter Sakristei, um 1752; mit Ausstattung | D-1-78-122-13 | weitere Bilder |

### Tegernbach
| Lage                             | Objekt                                                               | Beschreibung | Akten-Nr.     | Bild                                             |
| -------------------------------- | -------------------------------------------------------------------- | --- | ------------- | ------------------------------------------------ |
| Auer Straße 14 (Standort)        | Ehemaliges Bauernhaus                                                | Erdgeschossiger Mitterstallbau mit Greddach, 1863 | D-1-78-122-21 | BW                                               |
| Brünnelwiesen (Standort)         | Katholische Antoniuskapelle, jetzt Lourdesgrotte                     | Kubischer Putzbau mit Zeltdach und breitem Traufgesims, wohl 18. Jahrhundert                                                                          | D-1-78-122-18 | Katholische Antoniuskapelle, jetzt Lourdesgrotte |
| Brünnlweg 18 (Standort)          | Katholische Wallfahrtskapelle Mariä Geburt, sogenannte Brünnlkapelle | Kleiner Saalbau mit Polygonalchor, Westturm mit Zwiebelhaube und angefügter Sakristei, erbaut 1687; mit Ausstattung                                   | D-1-78-122-17 | weitere Bilder                                   |
| Hofmarkplatz 1 (Standort)        | Katholische Pfarrkirche Mariä Himmelfahrt                            | Saalbau mit romanischem Chorturm und angefügter Sakristei, um 1700 barockisiert, Langhaus 1826 und 1906 erweitert; mit Ausstattung                    | D-1-78-122-15 | weitere Bilder                                   |
| Hofmarkplatz 4 (Standort)        | Pfarrhof                                                             | Zweigeschossiger Barockbau mit Schweifgiebel, von 1732                                                                                                | D-1-78-122-20 | Pfarrhof                                         |
| Mainburger Straße 19 (Standort)  | Katholische Filialkirche St. Petrus                                  | Im Kern romanischer Saalbau mit polygonalem Chor, angefügter Sakristei und Dachreiter, im 18./19. Jahrhundert umgebaut; mit Ausstattung               | D-1-78-122-16 | weitere Bilder                                   |
| Nandlstädter Straße 1 (Standort) | Ehemaliger Mesnerhof                                                 | Erdgeschossiges Wohnhaus mit Zwerchhaus und Fresken, 19. Jahrhundert Nebengebäude, hoher Putzbau mit Greddach und großer Tenneneinfahrt, gleichzeitig | D-1-78-122-22 | Ehemaliger Mesnerhof                             |
| Oberfeld (Standort)              | Katholische Kapelle St Johann Nepomuk                                | Kleiner Putzbau mit Apsis und Giebelfeld, 18. Jahrhundert                                                                                             | D-1-78-122-19 | Katholische Kapelle St Johann Nepomuk            |

### Traich
| Lage                | Objekt     | Beschreibung                                                        | Akten-Nr.     | Bild       |
| ------------------- | ---------- | ------------------------------------------------------------------- | ------------- | ---------- |
| Brandhof (Standort) | Wegkapelle | Putzbau mit geradem Chorabschluss, 19. Jahrhundert; mit Ausstattung | D-1-78-122-23 | Wegkapelle |

## Ehemalige Baudenkmäler
In diesem Abschnitt sind Objekte aufgeführt, die früher einmal in der Denkmalliste eingetragen waren, jetzt aber nicht mehr. Objekte, die in anderem Zusammenhang also z. B. als Teil eines Baudenkmals weiter eingetragen sind, sollen hier nicht aufgeführt werden. Aktennummern in diesem Abschnitt sind ehemalige, jetzt nicht mehr gültige Aktennummern.

| Lage                                          | Objekt   | Beschreibung | Akten-Nr.      | Bild |
| --------------------------------------------- | -------- | --- | -------------- | ---- |
| Rudelzhausen Regensburger Straße 1 (Standort) | Pfarrhof | Im Kern 16. Jahrhundert, an Ökonomiegebäude angebautes barockisierendes Wohnhaus, bezeichnet mit 1913 Stadel mit Halbwalm, 1. Hälfte 19. Jahrhundert | D-1-78-122-2 ? | BW   |